# Kedvenc Ed
A Kedvenc Ed (Best Ed) egy 2008-ban készült kanadai rajzfilmsorozat. A történet Ed-ről és Pajtiról szól.

## Szereplők
- Ed (Hangja: Sean Cullen, Magyar hangja: Renácz Zoltán) egy sárga színű pösze kutya aki folyton vidám és segítőkész.
- Pajti, más néven Doug (Hangja: Patrick McKenna, Magyar hangja: Pál Tamás) egy barna színű mókus aki legszívesebben dió raktárában rakosgatná a diókat és mogyorókat.
- Libby Adams (Toddler hangja)
- Tarah Consoli (Bonnie hangja)
- Patrick McKenna (Buddy hangja)

## Epizódok
1. "Rub My Ed for Luck"/"Best Ediquette"
2. "Crossing Dogs"/"Squeals on the Bus"
3. "Smarti Pants"/"Sock It to Him"
4. "Driver's Ed"/"Go Cart Go"
5. "Nightmare on Sweet Street"/"Cat Fright"
6. "Ed and Breakfast"/"Tooth of Consequences"
7. "Lost in Place"/"Scouts Dishonour"
8. "Chinese Please"/"The Unhappy Sandals"
9. "Perfect-O"/"Sleep Wrecker"
10. "The Night Before Hoppenscotch"/"Yeederhosers"
11. "My Fair Laddies"/"Confined to Ed"
12. "Local Zeroes"/"Outside Inmates"
13. "To Yee or Not to Yee"/"The Mighty Measle Role"
14. "Follow the Yeeder"/"Come Fly with Yee"
15. "Paws for Alarm"/"Send in the Klownmans"
16. "Chamele-Ed"/"Camp Camaraderie"
17. "Squirrels Gone Wild"/"Ed Waiter"
18. "Missing Mittens Mission"/"Talking Ed"
19. "Lost Ed Found"/"Peddle Me Nuts"
20. "Aye Robots"/"Where No Buddy Has Gone Before"
21. "Uncommon Scents"/"A Pox on Thee Now"
22. "No Buddy's Hero"/"An Arm-Yee of One"
23. "Memor-Yee Loss/"Long Bark of the Law"
24. "Ed for Sale"/"Rope-a-Dopes"
25. "Help Want-Ed"/"Screaming Yee-Bees"
26. "King Tut Tut's Nut"/"Gym-Dandy"